# BBC Radio 5 Live
BBC Radio 5 Live (voorheen geschreven als BBC Radio Five Live) is een nationale radiozender in het Verenigd Koninkrijk en onderdeel van de British Broadcasting Corporation. De zender zendt liveprogramma's uit zoals het BBC News en sportprogramma's. Het is ook de belangrijkste radiozender voor live-sportuitzendingen in het Verenigd Koninkrijk, en zendt vrijwel alle grote sportwedstrijden uit die daar gehouden worden of waarbij Britse spelers meedoen.
De zender wordt doorgegeven via de middengolfband (AM) op de frequenties 693 en 909 kHz. Deze frequenties werden tot 1990 gebruikt voor BBC Radio 2 en in sommige regio's door de voormalige BBC Home Service/BBC Radio 4. 5 Live is ook te ontvangen via DAB, Digital Video Broadcast (DVB-S) en Freeview (DVB-T). De zender is ook digitaal te streamen, maar in verband met uitzendrechten worden vooral live sportuitzendingen vaak niet op internet doorgegeven. Sommige programma's zijn alleen beschikbaar voor luisteraars in het Verenigd Koninkrijk.